# Bittou (departamento)
Bittou é um departamento ou comuna da província de Boulgou no Burkina Faso. A sua capital é a cidade de Bittou.
Em 1 de julho de 2018 tinha uma população estimada em 104927 habitantes.